# Brut (chronique)
Pour les articles homonymes, voir Brut.
Les Brut sont un genre littéraire médiéval né au XIIe siècle à la suite du succès de l’Historia regum Britanniae, l’œuvre de Geoffroy de Monmouth, achevée en 1136. Les Brut consistent en des chroniques. Ils doivent leur nom à Brutus. Le plus ancien Brut connu est un Brut gallois : le Brut y Brenhinedd (en).
D'anciennes chroniques bretonnes et anglaises sont ainsi nommées, soit en souvenir d'un prétendu Brutus, petit-fils du héros troyen Énée, regardé comme le premier roi de l’île de Bretagne, soit du mot Brud, « bruit, rumeur », et par la suite « récit, annales ». On connaît surtout le Roman de Brut de Wace et celui de Layamon (publié à Londres en 1847) qui en est une paraphrase.
Brutus serait, d'après ladite légende, le fondateur de la ville de Londres et aurait donné naissance à la lignée de rois britanniques, dont le roi Arthur.

## LeBruten prose
Le Brut en prose est un ensemble de chroniques sur l’histoire de l'Angleterre. Sa source est une chronique d’origine anglo-normande, en partie légendaire, de l’histoire de l'Angleterre, qui consiste en compilation réalisée après 1272 à partir de divers textes dont l’Historia regum Britanniae de Geoffroy de Monmouth. De nombreux manuscrits comportent des continuations jusqu’à l’année 1333. Deux versions du Brut sont connues : une brève et une longue. Certains érudits classent les très nombreux manuscrits connus — 170 environ — en quatre catégories, à savoir : la version commune qui est la plus ancienne, l’étendue, l’abrégée et les textes particuliers.

### L’Estoire de Brutus
L’Estoire de Brutus (« L’Histoire de Brutus ») est une traduction française du Brut en prose,.

### The Chronicles of England
Vers 1400, la version longue anglo-normande du Brut, complétée par de nombreuses continuations, est traduite en moyen anglais. En 1480, William Caxton la publie, pour la première fois, sous le titre The Chronicles of England (« Les Chroniques d'Angleterre »).